# Léry (moine)
Pour les articles homonymes, voir Léry.
Léry, aussi nommé Laur, Laurus ou Livry est un moine et saint breton du VIIe siècle.

## Biographie
Saint Léry est l'un de ces saints bretons plus ou moins mythiques des débuts de la christianisation de l'Armorique, qui aurait vécu au VIIe siècle. Le récit de sa vie est incertain: la Vita Leri n'est connue qu'à travers deux manuscrits datant du XVIIIe siècle, le premier étant celui de Dom Lobineau.
Ses origines sont floues, fondées sur deux traditions différentes :
La première évoque une origine tourangelle, sans que la manière dont il aurait atteint l'Armorique ne soit connue. À son arrivée en terre armoricaine, il rentre au service d'un prêtre fort exigeant qui lui demande de puiser de l'eau à une source lointaine, eau dont le goût lui plaisait particulièrement. Harassé de ses marches, Léry prie Dieu et obtient qu'une source, dont l'eau aurait même gout, coule dans le jardin du presbytère.
Dans la deuxième hypothèse, il provient d'une noble famille bretonne (de l'actuelle Grande-Bretagne) et aurait débarqué à Aleth, avant de s'enfoncer dans les terres armoricaines et atteindre les bords de l'Oust. Il aurait ainsi prêché dans les environs de l'actuelle ville de Josselin. Descendant le cours de la rivière en se servant de son manteau comme canot, il débarque au lieu qui deviendra Montertelot et y fonde un monastère (Mouster sant Laur).
Il se met ensuite au service du roi Judicaël . Vers 632, celui-ci donne quelques terres (devenues la paroisse de Saint-Léry), qui accueillirent auparavant saint Élocan, à Léry, qui y bâtit une cellule, puis un monastère lorsque le nombre de ses disciples augmente . Il y meurt le 30 septembre 660 et est mis dans un cercueil en pierre qu'on avait fait venir du Broërec.
Dom Lobineau écrit que Léri « y bâtit une cellule, ou petit monastère, qui a depuis porté son nom et qui, ayant été ruiné par la suite, soit par le décadence naturelle des bâtiments anciens, soit par les Normands, n'est plus aujourd'hui qu'une paroisse qui conserve le nom et le tombeau de saint Léri ».
Ses reliques furent déplacées au Xe siècle, sous la pression des raids normands et transportées en l'abbaye Saint-Julien de Tours,. Elles y restèrent jusqu'en 1562, année où les protestants les détruisirent.

## Ses traces dans la Bretagne actuelle
Saint Léry n'est vénéré que dans deux paroisses de l'actuel Morbihan :
- Montertelot : l'église saint-Laur et la fontaine saint-Laur ;

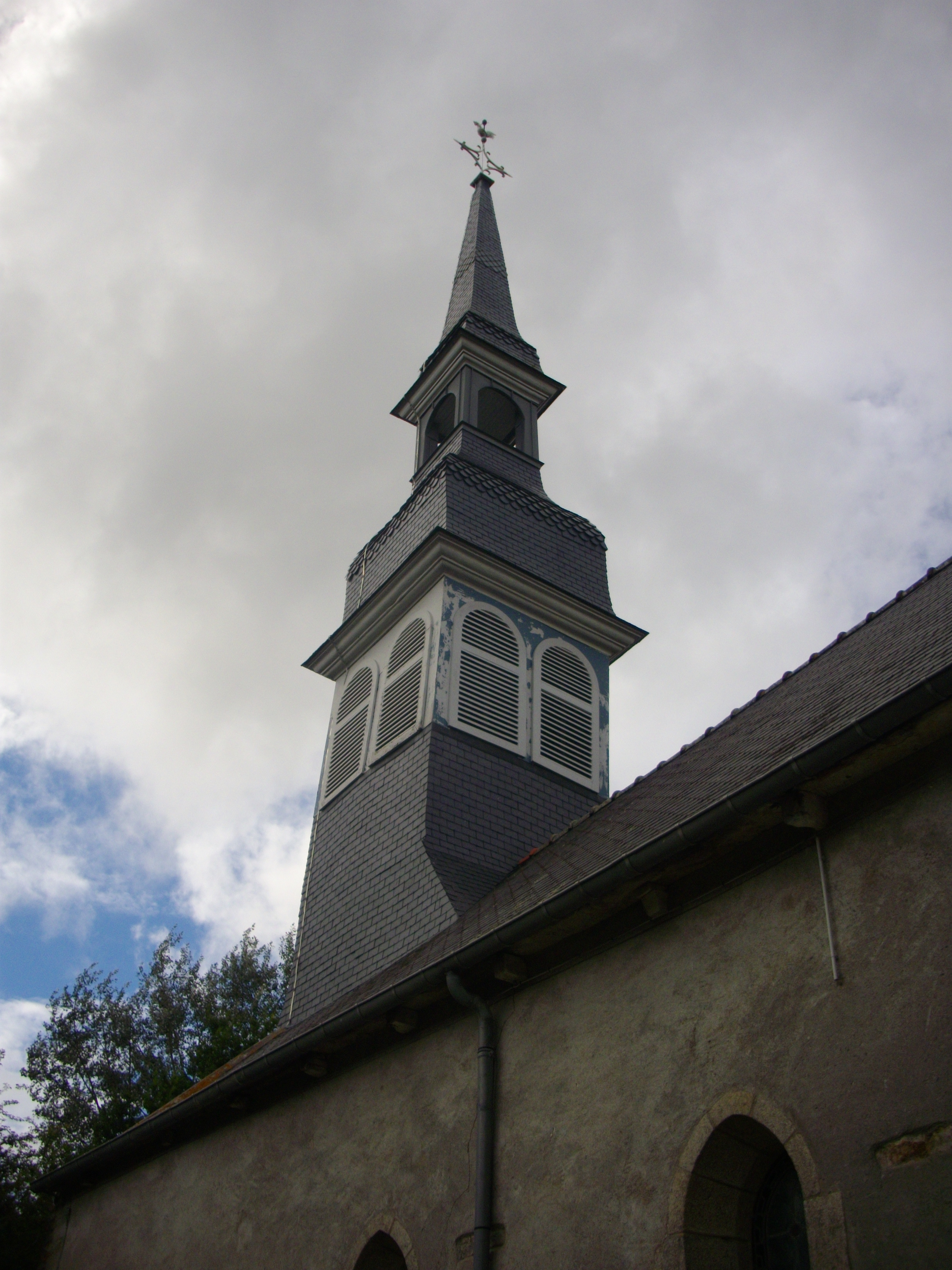
Clocher de l'église Saint-Laur.
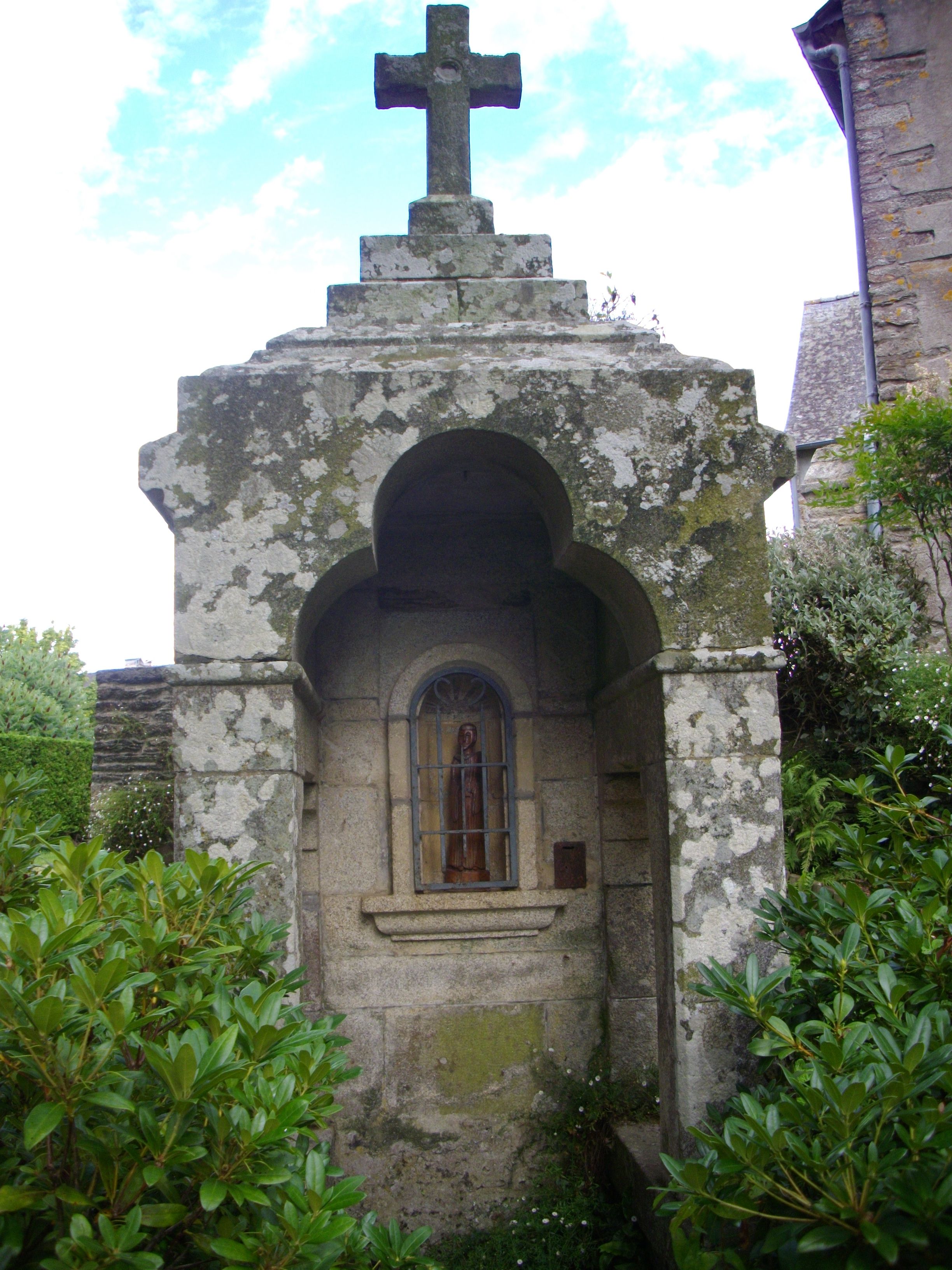
Fontaine Saint-Laur.

- Saint-Léry : l'église Saint-Léry ( Inscrit MH (1925)[7]), dans laquelle se trouve un gisant du XVIe siècle passant pour être celui du saint ( Classé MH (1912))[8].

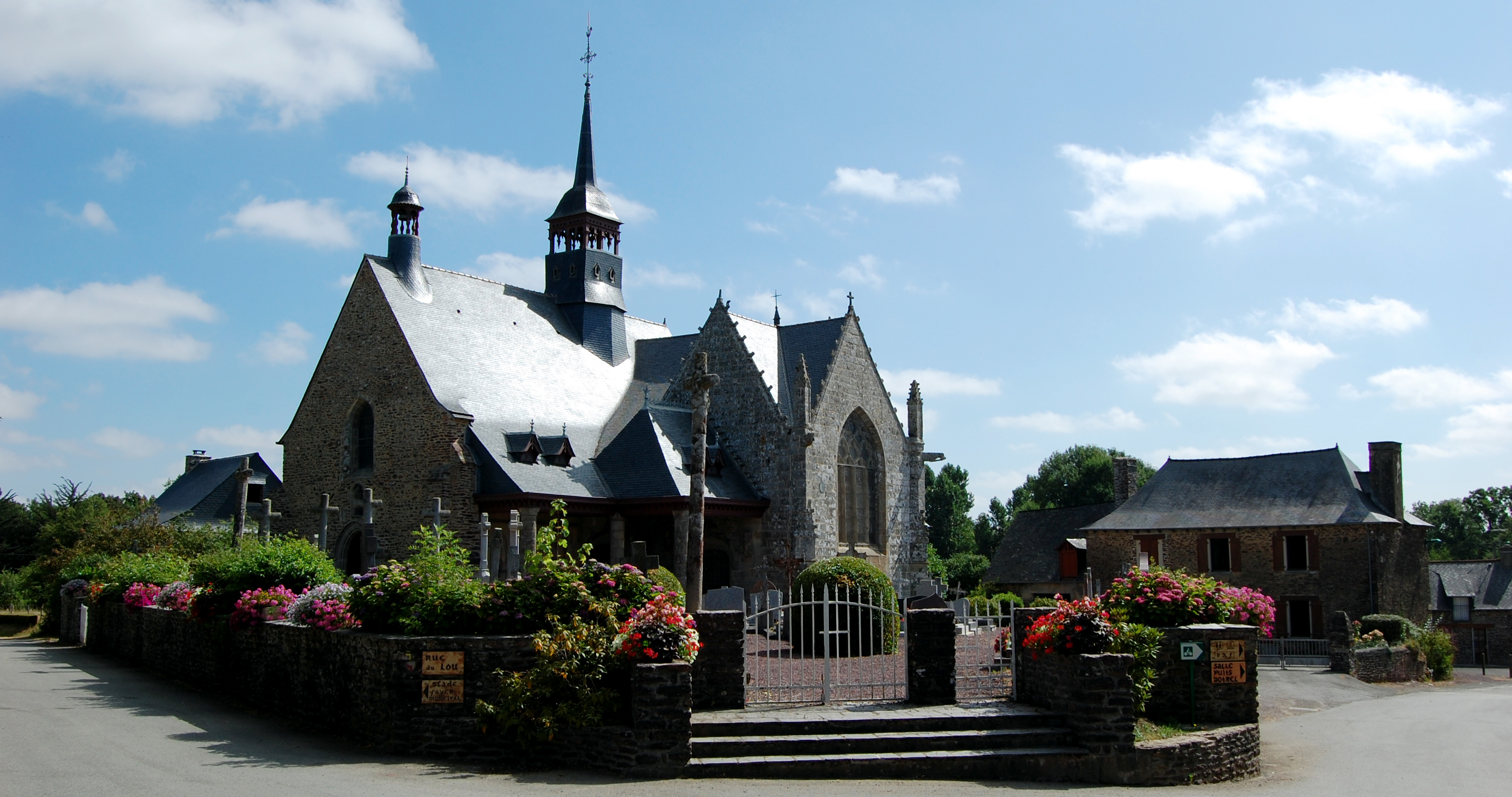
Église Saint-Léry.
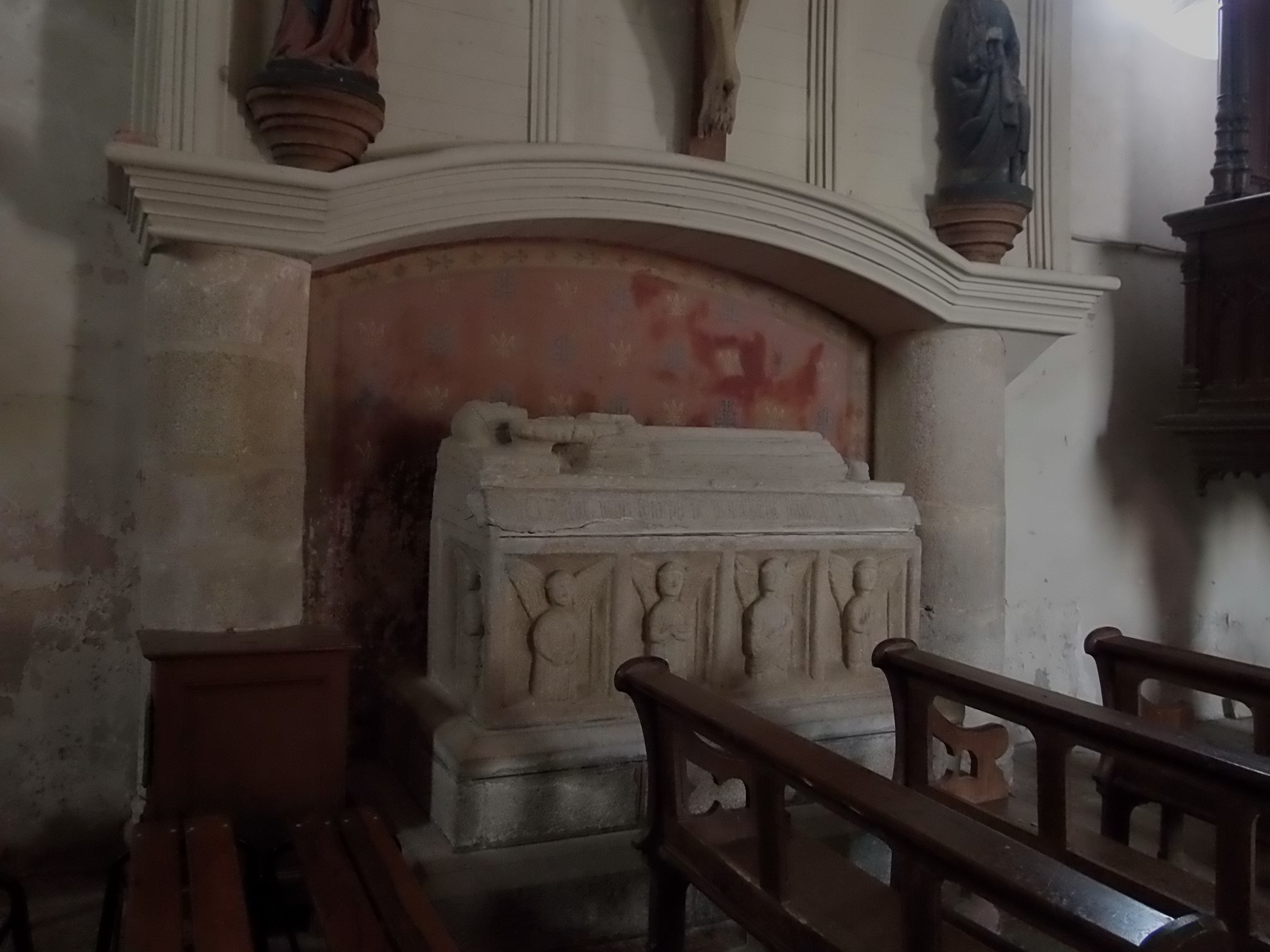
Gisant de saint Léry.